# تيمو هورن
تيمو هورن  (12 مايو 1993 عمان (مدينة) الاردن - ) هو لاعب كرة قدم أردني.

## مسيرته

### مسيرته مع المنتخبات الوطنية
- 2012 - 2012 لعب مع منتخب ألمانيا تحت 20 سنة لكرة القدم مباراتين.
- 2012 - 2014 لعب مع منتخب ألمانيا تحت 20 سنة لكرة القدم مباراتين.
- 2013 - 2015 لعب مع منتخب ألمانيا تحت 21 سنة لكرة القدم 4 مباريات.

### مسيرته مع الأندية
- 2007 - 2008 لعب مع منتخب ألمانيا الوطني لكرة القدم تحت 15 سنة  [لغات أخرى]‏ مباراة.
- 2008 - 2009 لعب مع منتخب ألمانيا تحت 16 سنة لكرة القدم 5 مباريات.
- 2009 - 2010 لعب مع منتخب ألمانيا تحت 17 سنة لكرة القدم 11 مباراة.
- 2010 - 2011 لعب مع منتخب ألمانيا لكرة القدم تحت 18 سنة 5 مباريات.
- 2010 - 2012 لعب مع نادي كولن 29 مباراة.
- 2011 - 2012 لعب مع منتخب ألمانيا تحت 19 سنة لكرة القدم 5 مباريات.

## وصلات خارجية
تيمو هورن على موقع قاعدة بيانات كرة القدم.إي يو (الإنجليزية)
- تيمو هورن على موقع بيانات كرة القدم. دي إي (الألمانية)
- تيمو هورن على موقع Soccerway.com (الإنجليزية)
- تيمو هورن على موقع عالم كرة القدم.نت (الإنجليزية)
- تيمو هورن على موقع أوليمبيديا (الإنجليزية)
- تيمو هورن على موقع اللجنة الأولمبية الألمانية (الألمانية)
- تيمو هورن على موقع AS.com (الإسبانية)

خيارات العرض الأولية
يُمكن استخدام وسيط |وضع= لضبط خيارات عرض القالب الأوليّة:
- |وضع=collapsed: {{تيمو هورن|وضع=collapsed}} لإظهار القالب مطويًّا، بمعنى إخفاء محتوياته ما عدا الشريط الخاص بالعنوان.
- |وضع=expanded: {{تيمو هورن|وضع=expanded}} لإظهار القالب ممتدًّا، بمعنى إظهاره كاملًا.
- |وضع=autocollapse: {{تيمو هورن|وضع=autocollapse}}
  - لإظهار القالب مطويًّا إلى شريط العنوان إذا وُجِد قالب {{وصلات قالب}}، أو قالب {{شريط جانبي}} أو أي جدول يستخدم متغيّر مطوي في الصفحة.
  - لإظهار القالب في وضع الممتد إذا لم يكن هنالك أي عنصر مطوي في الصفحة.

إذا كان وسيط |وضع= غير مضبوطٍ؛ فإن العرض الأولي للقالب يأخذ الوضع من وسيط |افتراضي= في القالب. وضع هذا القالب الحالي مضبوط على autocollapse.
- أدوات مساعدة: تفقد استخدام الوصلات للقالب